# Józef Szlosarek
Józef Szlosarek (ur. 14 października 1915 w Hajdukach Wielkich, zm. 1971 w Duisburgu) – polski piłkarz występujący na pozycji obrońcy.
Szlosarek był wychowankiem Ruchu Chorzów. Karierę piłkarską rozpoczął w 1926 roku zasilając drużynę juniorów, zaś w 1934 roku został przesunięty do zespołu seniorów. W „Niebieskich” zadebiutował 29 kwietnia 1934 roku w wygranym 4:1 meczu z Wisła Kraków. Szlosarek święcił w barwach Ruchu dwukrotonie tytuł mistrza Polski (1934, 1935). W latach 1936–1937 grał w ZK Chorzów, po czym zakończył piłkarską karierę. 

## Statystyki klubowe
| Sezon | Klub         | Liga   | Liga krajowa | Liga krajowa |
| ----- | ------------ | ------ | ------------ | ------------ |
| Sezon | Klub         | Liga   | Mecze        | Bramki       |
| 1934  | Ruch Chorzów | I Liga | 3            | 0            |
| 1935  | Ruch Chorzów | I Liga | 2            | 0            |
| Razem | Razem        | Razem  | 5            | 0            |

## Sukcesy

### Ruch Chorzów
- Mistrzostwo Polski (2 razy) w sezonach: 1934, 1935